# 박찬 (1990년)
박찬(1990년 8월 8일 ~)은 KIA 타이거즈의 전 야구 선수다. 현재 사회인 야구단에서 뛰고 있다.

## 출신 학교
- 미성초등학교
- 강남중학교
- 성남고등학교
- 단국대학교

## 등번호
- 45 (2013)
- 104 (2014)